# ASCOD AFV

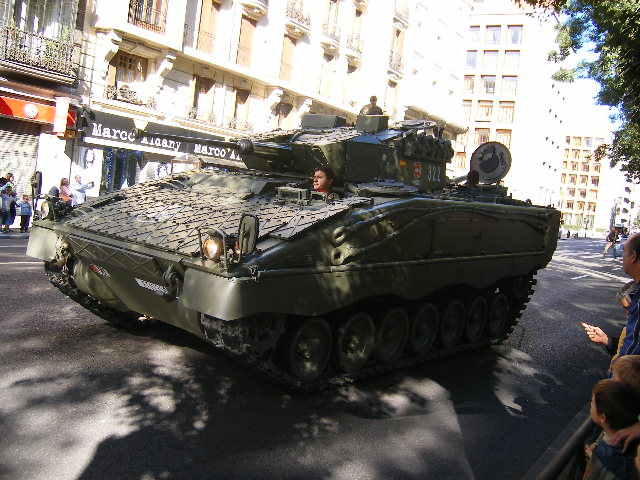
O espanhol Pizarro na Parada do Dia Nacional em Madrid 2006.

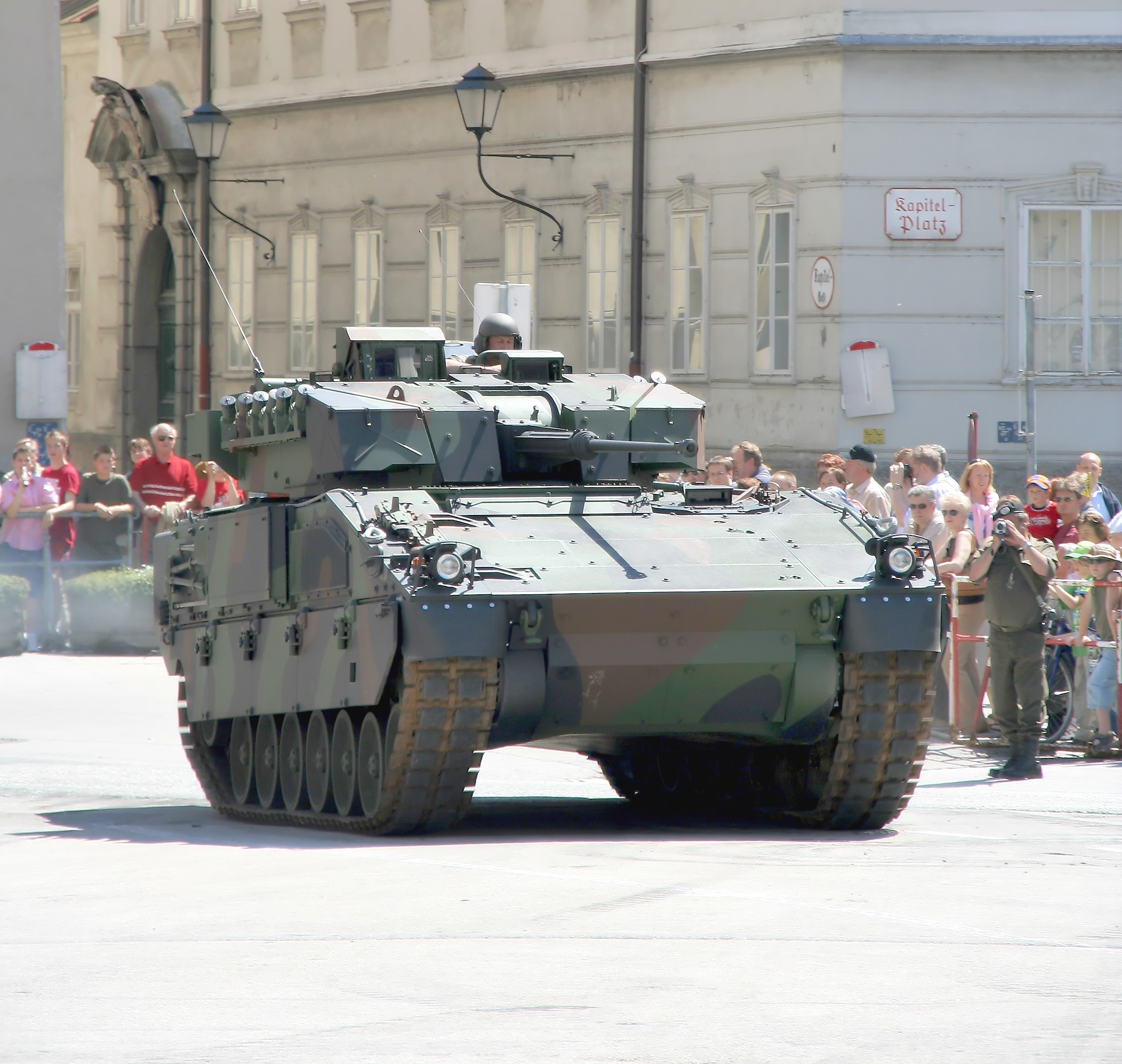
O austríaco Ulan

O ASCOD (Austrian Spanish Cooperation Development) é uma família de veículos blindados de combate (AFV) produto de um acordo de cooperação entre o conglomerado industrial austríaco Steyr-Daimler-Puch AG (em 1998 a produção de veículos blindados pesados foi vendida para a Steyr-Daimler-Puch Spezialfahrzeug, que é atualmente a produtora) e a espanhola Santa Bárbara Sistemas. A família ASCOD inclui um tanque LT 105 equipado com um canhão de 105 mm, um lançador SAM, um lançador de míssil antitanque, um carregador de morteiros, um veículo R&R, um veículo de Comando e Controle, ambulância, observador de artilharia e o modelo AIFV. Nos serviços espanhóis o veículo é chamado de Pizarro, enquanto que na versão austríaca ele é chamado de Ulan.

## Desenvolvimento
O ASCOD foi projetado para substituir os antigos veículos blindados de combate dos exércitos da Áustria e da Espanha, tal como o veículo blindado de transporte de pessoal M113. O Ulan, a versão austríaca do Pizarro, seria um substituto mais ágil do pesado Leopard 2A4. O Ulan permitiria ao exército austríaco distribuir as tropas rapidamente e efetivamente por grandes distâncias, especialmente para previsíveis operações futuras - tais como Kosovo, ou outra região de conflito. O primeiro protótipo do ASCOD VCI estava pronto e testado em 1992 e a produção foi possível apenas quatro anos mais tarde. O ASCOD foi uma solução bem moderna para a atualização dos blindados austríacos e espanhóis. O Projeto Pizarro fez parte de um projeto maior, o Projeto CORAZA que era o de substituir os M113 APC, os M60A3 e as peças de artilharia M110 da Espanha.  Um programa de modernização semelhante ocorreu ao mesmo tempo na Áustria. Em 2005 o exército austríaco foi equipado com 112 veículos Ulan e o espanhol com 144 (123 VCI e 21 C2V). Em 2004 o Ministério da Defesa da Espanha encomendou outros 212 Pizarros (170 VCI, 5 C2V, 28 artilharia de observação, 8 de reconhecimento, 1 veículo de engenharia) por 707,5 milhões de Euros, para um total previsto de 900 unidades.
O Pizarro é equipado com um canhão Mauser de 30 mm em uma torre com movimento totalmente eletro-mecânico. O canhão de 30 mm, estabilizado em dois planos, é capaz de atirar em movimento em uma taxa de até 800 disparos por minuto. Ele também leva uma metralhadora de 7,62 mm como um armamento secundário, possibilitando 205 tiros com o canhão de 30 mm e 700 com a metralhadora de 7,62 mm. Este armamento é comparável àquele do M2 Bradley e do CV90, e teve bom resultado nos testes com os veículos noruegueses, apesar dele ultimamente perder para o CV90 sueco. O canhão usa o sistema de controle de tiro Mk-10 do Indra, que tem um computador balístico de total solução digital, visão diurna, visão termal e telêmetro a laser.
Versões futuras do Mk-10 serão equipadas com um novo visor termal VC2. O ASCOD Pizarro é também muito bem blindado, com uma placa de aço blindado que o protege contra balas de 14,5 mm a 500 metros, com uma proteção de toda a sua lateral contra munição de 7,62 mm. Além disso, a torre tem dois lança-granadas de cada lado para atirar granadas de fumaça. O Pizarro também dispõe de elementos de blindagem reativo SABBLIR, sistemas de proteção NBQ, anti-incêndios e antiexplosivos, um dispositivo de renovação de ar e ar-condicionado integrado.
Em termos de mobilidade, o Pizarro espanhol é equipado com um motor de 600 HP, enquanto que o Ulan austríaco possui um motor de 720 HP. O motor menor espanhol dá-lhe uma relação potência/peso de 21,4 HP/tm, e o motor maior austríaco de 25, oferecendo os dois veículos uma excelente mobilidade. As duas versões utilizam uma transmissão automática hidro-mecânica Renk HSWL 106C, e suspensão de barra de torção. O Pizarro pode atingir uma velocidade máxima de 70 km/h, e uma máxima de ré de 35 km/h.
Atualmente a Steyr-Daimler-Puch Spezialfahrzeuge está desenvolvendo uma versão melhorada chamada Ulan 2, com as características da torre BMP-3 russa e uma blindagem adicional.

## História da produção
Há pelo menos 112 unidades em operação no Exército da Áustria, bem como cerca de 143 no Exército da Espanha. Eles foram utilizados em Kosovo na Operação Alfa-Romeo, onde desembarcaram em Durrës, Albânia. Eles também foram exibidos publicamente durante a Parada do Dia Nacional em Madrid. É muito provável que eles sejam enviados a futuras operações da Organização das Nações Unidas e da OTAN através do mundo.

## Variantes
- Pizarro - versão espanhola do VCI
- Ulan - versão austríaca do VCI
- LT-105 Light Tank - Um tanque leve, destinado ao mercado exportador, com um canhão de 105 mm. 15 foram vendidos para o Real Exército da Tailândia. A torre foi desenhada pela General Dynamics.[11]
- VCOAV - (Vehículo de Observación Avanzada) Veículo de Reconhecimento Avançado
- VCREC - Veículo de recuperação
- VCZ - Veículo de engenharia